# Humphry Repton

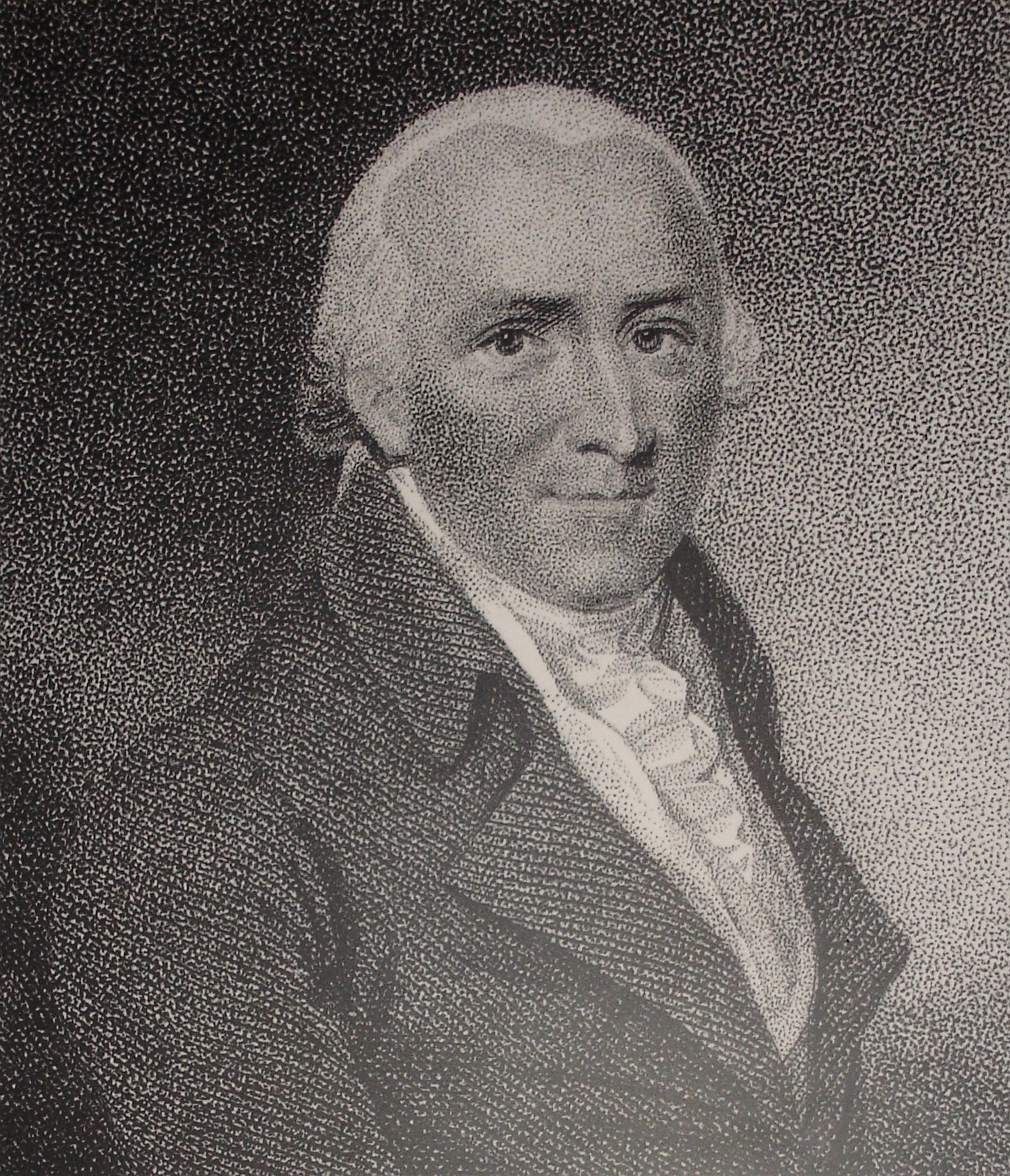
Humphry Repton

Humphry Repton (oft irrtümlich Humphrey) (* 21. April 1752 in Bury St. Edmunds; † 24. März 1818 in Aylsham) war ein bekannter englischer Landschaftsarchitekt des 18. Jahrhunderts. Er stand in der Nachfolge des berühmten, 1783 verstorbenen Landschaftsarchitekten Capability Brown. Um 1800 gestaltete Repton den Russel Square sowie den Bloomsbury Square in London. Außerdem tat er sich als Botaniker hervor, der auch vor den Schwierigkeiten des im 19. Jahrhundert zunehmend technisierten Aussäens nicht zurückschreckte.

## Leben
Repton war das zweite überlebende Kind des Steuereinziehers John Repton (getauft 1714, † 1775) und seiner Frau Martha Fitch († 1773) aus Moor Hall in Suffolk. Die Familie zog 1762 nach Norwich, wo sein Vater ein Fuhrunternehmen betrieb. Humphry Repton ging in Bury St. Edmunds und Norwich zur Schule. Sein Vater ließ ihn zum Kaufmann ausbilden, deshalb besuchte er für ein Jahr die Schule des Algidius Zimmerman in Workum in den Niederlanden, um holländisch zu lernen. Er lebte anschließend in Rotterdam mit der Familie des reichen Bankiers Zachary Hope. Hier kam er in Kontakt mit der „besseren Gesellschaft“ und erwarb seine Vorliebe für ein Leben im Luxus. Mit 16 kehrte er nach Norwich zurück und wurde Lehrling bei einem Tuchhändler. Im Zuge seiner Ausbildung reiste er in Deutschland und den Niederlanden, wo er die dortigen Gärten bewunderte.
Am 5. Mai 1773 heiratete er Mary Clarke (1749–1827) und begann mit dem Geld seines Vaters ein eigenes Unternehmen. Fehlspekulationen, Schiffbrüche und mangelnder Fleiß führten jedoch zu ständigen Verlusten. Stephen Daniels, sein Biograph beschreibt seinen Geschmack für das Ausgeben, statt für das Verdienen von Geld. Nach dem Tode seiner Eltern – sie wurden in Aylsham begraben – erwarb er Old Hall in Sustead bei Cromer, auf dem Landsitz Felbrigg von William Windham, einem Whig-Politiker, verkaufte seine Firma und lebte von seinem väterlichen Erbe. Sein Bruder John betrieb im nahegelegenen Oxnead ein erfolgreiches Landgut, seine Schwester Dorothy lebte mit ihrem Gatten in Aylsham.

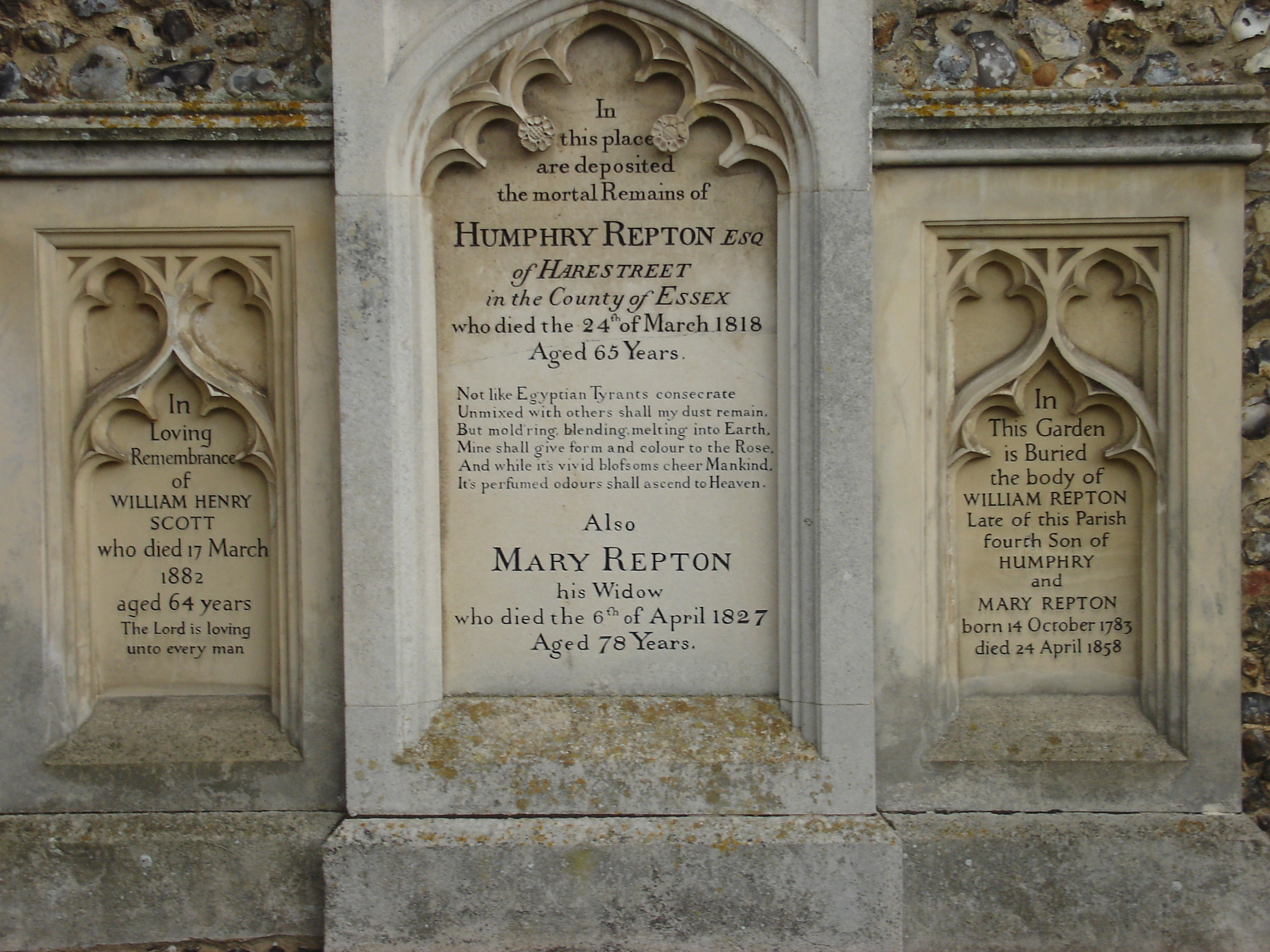
Reptons Grab

In Old Hall botanisierte er, las Bücher aus Leihbüchereien, unterhielt einen weitläufigen Briefwechsel, schrieb Gedichte, spielte Flöte und zeichnete. Da er nicht mit Geld umgehen konnte und nicht das Einkommen eines Landadeligen besaß, deren Lebensstil er nachahmte, geriet er jedoch zunehmend in Geldnot. Als Windham 1783 zum Chief Secretary for Ireland ernannt wurde, nahm er eine Stelle als dessen Privatsekretär an. Repton reiste mit ihm nach Dublin, wo er gesellschaftlich glänzte und Skizzen pittoresker Landschaften anfertigte. Windham trat jedoch nach einem Monat zurück, da er Schäden für seine Gesundheit befürchtete und entließ Repton, ohne ihm auch nur die Reisekosten zu erstatten. Repton reiste darauf nach Bath, wo er versuchte, seinen Lebensunterhalt als Karikaturen-Zeichner zu verdienen. Mit dem Impresario John Palmer entwarf er einen Plan zur Reform des Postkutschensystems, das wohl auf die Erfahrungen seines Vaters zurückgriff. Der Plan wurde angenommen, Repton und sein Partner verdienten jedoch nichts daran. Nach Norfolk zurückgekehrt, musste er seinen Landsitz verkaufen und mit seiner Familie in ein Kötterhaus in Hare Street in Essex ziehen. Hier verfasste er Essays und Theaterstücke.

## Einstieg in die Landschaftsarchitektur

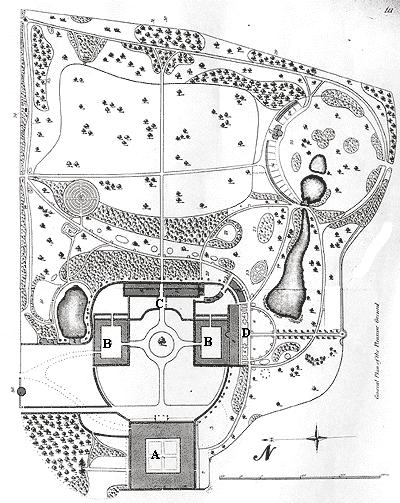
Woburn Abbey – Herrenhaus, Garten und Park nach einem Plan von 1816

Repton war 35 Jahre alt und hatte vier Kinder, als er darauf verfiel, sich als Landschaftsgärtner für die gesellschaftliche Oberschicht anzubieten. Nach dem Tode von Capability Brown hatte niemand seinen Platz eingenommen. Den ersten Auftrag erhielt Repton im Jahre 1788 für den großen Landsitz Catton Park nördlich von Norwich. Trotz der fehlenden Erfahrung im praktischen Gartenbau wurde der Garten ein überraschender Erfolg. Grund dafür war sicher sein Talent, aber auch die Anschaulichkeit, mit denen er seine Entwürfe präsentierte. Dazu verfertigte er sogenannte „Rote Bücher“ mit Aquarellen und erläuterndem Text sowie Overlays für Vorher- und Nachher-Ansichten. Repton war gut darin, den Eigentümern zu schmeicheln und ihrem Geschmack zu entsprechen. 1791 legte Repton den Garten von Holwood House in Kent, des Landsitz von William Pitt an. Eine Tochter Pitts, Harriet, war mit einem Sohn von Lord Eliot aus Cornwall verheiratet, so dass Repton vermutlich durch Pitts Empfehlung 1792 den Auftrag zur Umgestaltung von Port Eliot erhielt. Lord Eliot empfahl Repton weiter, so dass dieser in Cornwall auch die Gärten von Antony House, Catchfrench, Tregothnan und Trewarthenick umgestaltete.

## Gestalterische Fortentwicklung
In England wurden bis zum Ende des 17. Jahrhunderts die Gärten regelmäßig angelegt. Capability Brown hatte bei der Fortentwicklung eines Anfang des 18. Jahrhunderts eingeführten natürlichen Stils größere Bedeutung erlangt. Reptons Bemühungen konzentrierten sich nun darauf, die jeweiligen Bauwerke besser in die Gestaltung der Umgebung einzubeziehen. Er führte die früher üblichen formalen Terrassen, Balustraden, Pergolen und Blumengärten wieder ein, um einen hellen, farbenfrohen Gesamtkomplex zu schaffen, mit Rasenflächen bis ans Haus und reizvollen Ausblicken in die umgebende Parklandschaft. Im Laufe des 19. Jahrhunderts sollte diese Gestaltung allgemeine Praxis werden.
Ein sprechendes Beispiel für seine Bestrebungen ist der romantische Landschaftspark von Blaise Castle bei Bristol, den Jane Austen in einem ihrer Romane als den schönsten Ort Englands bezeichnete. Eine weitere Entwicklung des 19. Jahrhunderts nahm Repton mit der Woburn Abbey vorweg. Thematisch unterteilte Gartenbereiche mit chinesischem Garten, amerikanischem Garten, Arboretum und „forcing garden“, in dem geeignete Pflanzen angeregt wurden, außerhalb der Saison zu blühen. In Ashbridge legte er 15 verschiedene spezialisierte Gärten an.
Architektur spielte eine wichtige Rolle in vielen von Reptons Landschaftsentwürfen, er bezeichnete sich selbst (als erster) als Landschaftsarchitekt. In den 1790ern arbeitete er deshalb häufig mit dem zu der Zeit noch unbekannten Architekten John Nash zusammen, später mit seinen eigenen Söhnen.
Zu seinen Gestaltungskriterien gehörten nach einer Publikation von 1794 Folgerichtigkeit (congruity), Nutzen, Ordnung, Symmetrie, malerische Effekte, Komplexität (intricacy), Vielfältigkeit, Einfachheit, Verbindung, Großartigkeit, Angemessenheit und Lebendigkeit.

## Ausgeführte Garten- und Parkanlagen
Bedeutende englische Herrenhäuser mit von Repton gestalteten Gärten und Parks sind:
- Antony House in Cornwall
- Ashton Court near Bristol in Somerset
- Attingham Park zwischen Shrewsbury und dem Severn, im Besitz der Familie Berwick
- Bayham Abbey
- Beaudesert in Staffordshire (1814)[8]
- Bolwick Hall
- Catton Park und Old Catton in Norwich
- Clumber Park
- Cobham Hall
- Dyrham Park
- Endsleigh House (mit einem Roten Buch, das sich heute in Woburn befindet, Wasserlauf und cottage orné[9]),
- Grovelands Park
- Harewood House
- Hatchlands Park
- Highams Park in Woodford
- Kenwood House
- Longleat House
- Plas Newydd, Anglesey an der Menaistraße, im Besitz des Marquis von Anglesey
- Rode Hall in Cheshire
- der Royal Pavilion in Brighton
- Royal Fort in Bristol
- Shardeloes
- Sheringham Park
- Sheffield Park
- Stanage Park
- Stanmer Park
- Tatton Park
- Uppark Loughton
- West Wycombe Park
- Woburn Abbey.

## Werke
Seine theoretischen Überlegungen, praktischen Erfahrungen und Beobachtungen legte Repton in verschiedenen Büchern nieder.
- Sketches and hints on landscape gardening: Collected from designs and observations now in the possession of the different noblemen and gentlemen, for whose use they were originally made. The Whole Tending to Establish Fixed Principles in the Art of Laying out Ground. 1794. Digitalisat. RERO.ch
- Observations on the theory and practice of landscape gardening. Including some remarks on Grecian and Gothic architecture: collected from various manuscripts, in the possession of the different noblemen and gentlemen, for whose use they were originally written. 1803. Digitalisat. ETH Zürich.
- An Inquiry into the Changes of Taste in Landscape Gardening. 1806.
- Designs for the pavilion at Brighton. 1808.
- Fragments on the Theory and Practice of Landscape Gardening. 1816.